# Communications of the ACM
Communications of the ACM (CACM) est la principale  revue mensuelle de l'Association for Computing Machinery (ACM). Créé en 1957, CACM est envoyé à tous les membres de l'ACM, environ 80 000 actuellement. Les articles sont écrits pour des lecteurs ayant des connaissances dans tous les domaines de l'informatique et des systèmes d'information.

L'accent est mis sur les applications concrètes des découvertes sur les technologies de l'information et sur les problèmes de gestion des systèmes d'information. L'ACM publie aussi de nombreuses autres revues plus théoriques.

CACM est à la frontière d'un magazine de vulgarisation scientifique, d'un magazine professionnel, et d'une revue scientifique. Le contenu est ainsi soumis au processus d'évaluation par les pairs comme dans une revue scientifique (et est pris en compte dans de nombreux comités d'évaluations des résultats de recherche universitaire), mais ressemble plus a des synthèses de travaux déjà publiés. Les contenus publiés doivent être accessibles à une large audience.
CACM est catégorisé comme un magazine par son éditeur .

## Publications notables
Beaucoup de résultats et de débats importants dans la communauté ont été publiés dans CACM.
On peut citer:
- Le problème du nommage (en anglais) de la discipline naissante informatique («computer science») fut levé dans une lettre du comité éditorial de la revue DATA-LINK au comité éditorial de CACM. Ils réclamaient un nom (en)« brief, definite, distinctive » (« succinct, précis et non ambigu »)

 L'appel fut suivi de nombreuses suggestion, par exemple (en)comptology de Quentin Correll, qu'on pourrait traduire par ordinologie,
 (en) hypology (P. A. Zaphyr), dérivé de la racine grecque hypologi, calculer et (en) datalogy (Peter Naur), donnée-o-logie.
- l'algorithme Quicksort de C. A. R. Hoare [6].
- Martin Davis, George Logemann et Donald Loveland ont décrit en 1962  l'algorithme DPLL, sur lequel sont basés la plupart des solveurs SAT modernes[7].
- L'article (en) "Revised report on the algorithm language ALGOL 60" (rapport révisé sur le langage algorithmique ALGOL 60): un papier de référence sur la conception des langage de programmation qui décrit les résultats du comité sur le langage ALGOL[8].
- The issue of changing ACM's name, since the "machinery" in question is no longer the size of a house and is now measured in micrometres[9],[10],[11].
- Kristen Nygaard and Ole-Johan Dahl's original paper on Simula-67[12].
- La célèbre lettre (en) Go To statement considered harmful (l'instruction go to est considérée nocive) d'Edsger Dijkstra contre l'utilisation du GOTO[13]. Elle fut republiée en janvier 2008 pour le 60e anniversaire de CACM[14].
- Le papier original de Dijkstra sur (en) THE operating system (LE Système d'exploitation).  Les annexes de ce papier, sans doute encore plus influentes que le corps de l'article, ont introduit la synchronisation par les sémaphores[15].
- Le premier système de cryptographie a clé publique de Ronald L. Rivest, Adi Shamir, et Leonard M. Adleman, l'algorithme (RSA)[16].